# Pangkalanbuun
Pangkalanbuun är en ort i Indonesien.   Den ligger i provinsen Kalimantan Tengah, i den västra delen av landet, 700 km nordost om huvudstaden Jakarta. Pangkalanbuun ligger 16 meter över havet och antalet invånare är 38 057.
Terrängen runt Pangkalanbuun är mycket platt. Runt Pangkalanbuun är det ganska glesbefolkat, med 27 invånare per kvadratkilometer. Det finns inga andra samhällen i närheten. Omgivningarna runt Pangkalanbuun är en mosaik av jordbruksmark och naturlig växtlighet.